# 群馬県道347号桐生停車場線
群馬県道347号桐生停車場線（ぐんまけんどう 347ごう きりゅうていしゃじょうせん）は、東日本旅客鉄道（JR東日本） 桐生駅から群馬県桐生市末広町に至る、かつて群馬県に存在していた一般県道である。1959年から2005年までの間、群馬県の県道として認定されていた。

## 概要

### 路線データ
- 起点 : 群馬県桐生市末広町（桐生駅北口ロータリー）[注釈 1]
- 終点 : 群馬県桐生市末広町/宮前町2丁目（群馬県道3号前橋大間々桐生線交点、群馬県道351号西桐生停車場線終点〈桐生駅前交差点〉）[注釈 2]

## 歴史
- 1959年（昭和34年）9月18日：群馬県より現・道路法に基づき、県道桐生停車場線（桐生停車場 - 二級国道前橋水戸線〈桐生市末広町〉、整理番号87）が路線認定される[2]。
  - 同時に、前身路線にあたる旧・県道桐生停車場線（桐生市 - 桐生停車場、整理番号88）が路線廃止される[3]。
- 2005年（平成17年）3月25日：本路線が廃止された[要出典]。

## 地理

### 通過する自治体
- 群馬県
  - 桐生市

### 沿線
- 桐生駅（JR両毛線・わたらせ渓谷鐵道わたらせ渓谷線）（桐生市末広町）